# Presentazione della Vergine al Tempio (Cima da Conegliano)
La Presentazione della Vergine Maria al Tempio è un dipinto eseguito da Cima da Conegliano, tra il 1496 ed il 1497. È realizzato a olio su tavola ed è ampio 105x145 cm. Si trova a Dresda, alla Gemäldegalerie Alte Meister.
L'opera riprende il tema, molto comune nell'arte cristiana, della presentazione della Beata Vergine Maria al Tempio di Gerusalemme durante la sua infanzia.